# لا رنا
لا رنا (به اسپانیایی: La Reina) یک شهرستان در شیلی است که در استان سانتیاگو واقع شده‌است. لا رنا ۲۳٫۴ کیلومتر مربع مساحت و ۹۶٬۷۶۲ نفر جمعیت دارد.